# Faruk Özceylan
Ömer Faruk Özceylan (* 1948) ist ein ehemaliger türkischer Fußballtorhüter.

## Karriere
Özceylan begann seine Karriere in der Saison 1967/68 bei Galatasaray Istanbul. In dieser Zeit kam er zu vier Ligaspielen und wechselte in der darauffolgenden Saison zu Trabzonspor in die 2. Liga. In zwei der drei Spielzeiten bei Trabzonspor war Özceylan Stammtorwart. In der Saison 1970/71 wurde er hinter Turan Yurdakul und İlhan İkican dritter Torhüter.
Es folgten drei jahrelange Engagements bei Vefa Istanbul und Zonguldakspor. Seine letzte Saison war 1977/78 bei Diyarbakırspor.